# Ferrovia Dollnstein-Rennertshofen
La ferrovia Dollnstein-Rennertshofen era una linea ferroviaria tedesca.

## Caratteristiche

### Percorso
| Straight track |

| Station on track |

| Unknown route-map component "xABZgr" |

| Unknown route-map component "exBHF" |

| Unknown route-map component "exBHF" |

| Unknown route-map component "exBHF" |

| Unknown route-map component "exBHF" |

| Unknown route-map component "exBHF" |

| Unknown route-map component "exBHF" |

| Unknown route-map component "exKBHFe" |